# Page, Arizona
Page är en ort i Coconino County i norra delen av staten Arizona i USA.
Orten grundades 1957 för att husera arbetare och deras familjer när Glen Canyon Dam i Coloradofloden byggdes och Lake Powell uppströms bildades. Dammen är 220 meter hög och strax söderut i en canyon finns Horseshoe Bend. I nordöst utbreder sig Glen Canyon National Recreation Area och i sydväst Grand Canyon. Cirka 20 mil österut ligger Monument Valley och cirka 20 mil nordväst ligger Bryce Canyon nationalpark och Zions nationalpark. 
År 2010 fanns drygt 7 000 invånare i Page.

## Externa länkar

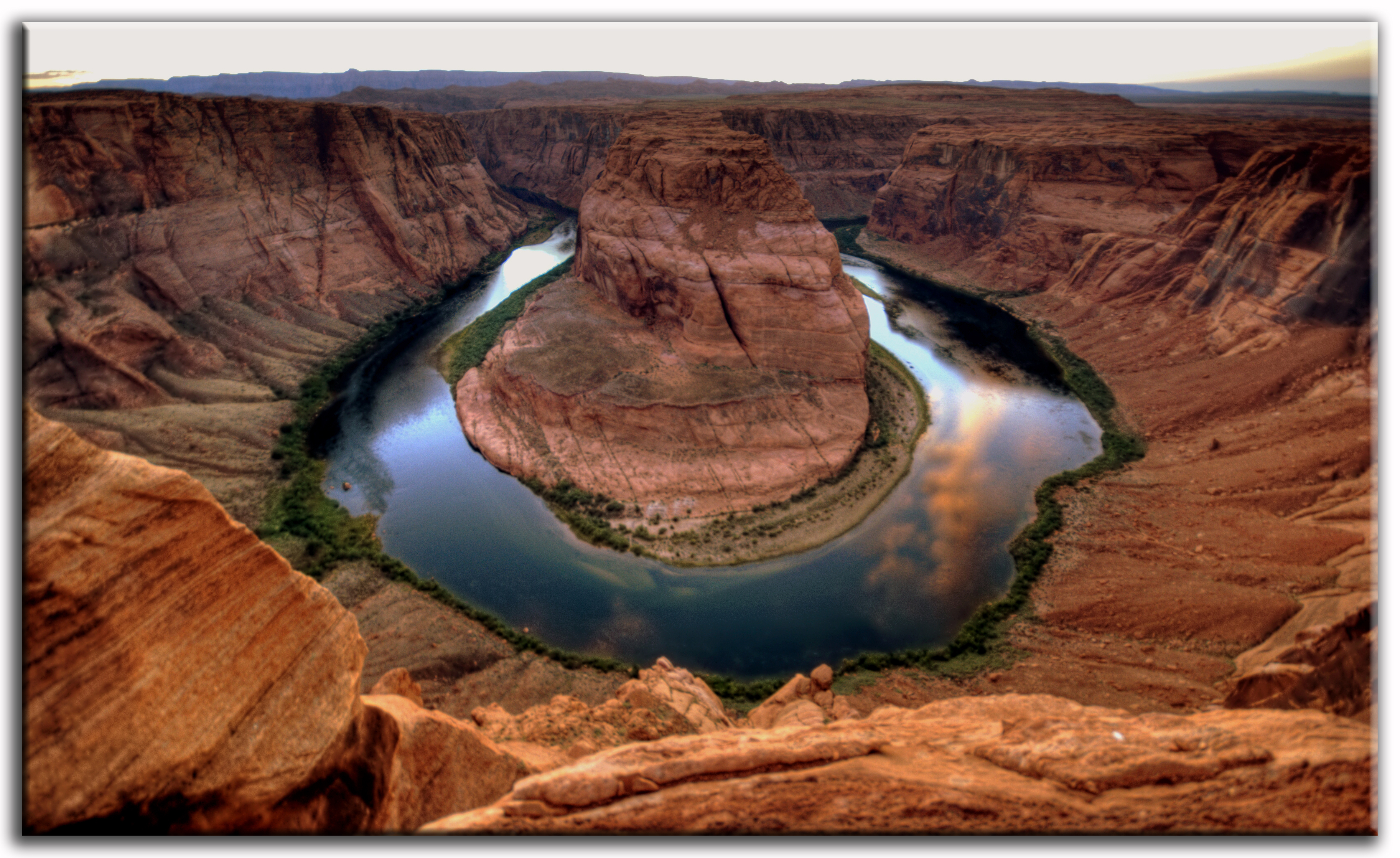
Horseshoe Bend i Coloradofloden

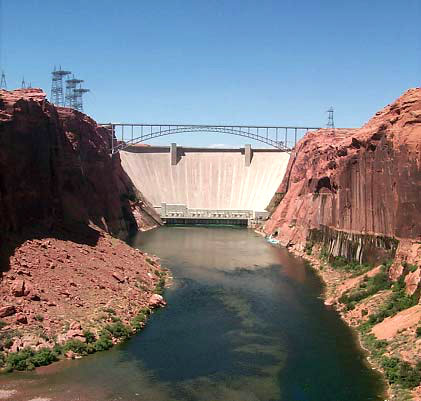
Glen Canyon damm och bro